# カービィ
カービィ（Kirby）は、任天堂とハル研究所のゲームソフト『星のカービィ』シリーズ、および関連作品の主人公として登場する架空のキャラクター。

## 概要
ピンクで小さく丸い姿をしている。漫画ではピンク玉、ずんぐりピンクなどと呼ばれている。また、一部作品（大乱闘スマッシュブラザーズシリーズ含む）では公式でピンクの悪魔と呼称されたこともある。身長は20cm程度。まん丸の胴体に短い手足、胴体と手はピンクで足は赤い。また、体はぷにぷにとやわらかいとされている。他にも様々な色違いがある（青、赤、緑、黄色など）。
敵キャラクターを吸い込むことができ、吸い込んだ敵は吐き出すことで星型弾となり、敵に当ててダメージを与えることができる（『星のカービィ64』『ディスカバリー』のように、吐き出された敵が星型弾にならない作品も存在する）。空気を吸い込むことによりホバリングをして風船のように空を飛ぶ事もできる他、吸い込んだ空気を吐き出すことでダメージを与えることもできる。敵や物などの吸い込んだ物を飲み込むことによって、その敵の攻撃方法や外見などの特徴を自分のものにできる「コピー能力」をもつ。ただしスカキャラ（ワドルディなどの能力のないキャラ）を飲み込んでも何も変わらない。コピー能力は初代『星のカービィ』には存在せず、『星のカービィ 夢の泉の物語』を製作する際に追加された。また、マリオとは異なり、敵を踏んづけたりすることは基本的にはできないため、敵に触れるとダメージを受けてしまう。代わりにダメージを無効化しつつ攻撃できるコピー能力は幅広く存在するほか、長い距離を落下したり急降下することで「ぷらんちゃ」状態となることでも接触ダメージを無効化できる。
キャラクターデザインは、当時ハル研究所の開発ディレクターだった桜井政博によるもの。桜井によれば、「デザイナーにちゃんとしたキャラクターのデザインを作ってもらおうとしたが、返ってきたデザインは初期のプレゼンテーションの際に打たれたドットそのものだった」という。カービィのデザインは、低年齢層を狙っているわけではなく、誰にでも親しみが持てるような「絵描き歌にできるほど簡単なデザイン」にしたためであり、実際に『夢の泉の物語』電源投入時のデモが絵描き歌になっていたり、アニメ版『星のカービィ』でも絵描き歌が放送された。日本こども成育協会理事、チャイルド・ラボ所長の沢井佳子は、幼児が最初に描く人物像である頭足人と同一形であることから、子供にとって親しみ深いものと分析している。
体色の設定は第1作目よりピンク色で、目や頬などの配色変更はあるものの現在までほぼ変更されていないが、ごく初期では混乱も見られた（第1作目の海外版パッケージのイラストでは白色であった）。これは開発現場では画面が白黒だったことで、カービィをデザインした桜井以外「カービィがピンク色だ」ということを知らなかったためで、他のスタッフも白か黄色だと思っており、同作に関わっていた宮本茂は黄色をイメージしていたという。現在では、何人かでプレイする場合や追加要素でいくつかのカラーバリエーションはあるものの、基本となるカービィの配色はピンク、複数のカービィが配色違いで登場する場合は黄色が優先（『カービィボウル』以降）で統一されている（#カラーバリエーション参照）。アニメ第1話では、戦闘で傷つくと体が青色に変色する描写があった。また、『あつめて!カービィ』などでも、傷つくと体が青く変色する。
元々はアクションゲームのキャラクターだったが、体が丸い特性を生かしてピンボールやブロックボール（ブロック崩し）のようなボールゲームのキャラクターとしても展開されるようになった。また漫画やアニメ、CD絵本、小説などカービィを主人公とした多くのメディアミックスが行われている。小説での一人称は「僕」。また、本人自体は登場はしていないが絵でゲスト出演をしている作品もある。
『ニンテンドウオールスター!大乱闘スマッシュブラザーズ』以降のゲーム・アニメにおける声優は大本眞基子。ゲーム本編においては明確に台詞をしゃべるわけではなく「えい！」や「うわ！」や「ぽよ！」などと発声する程度である。なお、それ以前の「星のカービィ おしゃべりCDコミック（さくま良子作）」では川田妙子が演じている他、『夢の泉の物語』『カービィのピンボール』のCMや店頭用ビデオにおいても声が当てられており、この時点は台詞をしゃべっていた。『スーパーデラックス』ではマイク能力時の掛け声を桜井政博が担当した。
Gzブレインが企画する『ファミ通アワード2018』で、もっとも印象に残った、お気に入りのゲームキャラクターに贈られる「最優秀キャラクター賞」を受賞。

## 名前の由来
名称については、1991年には広告で「ポポポ」と宣伝されていた。これは子供に覚えやすい名前にしようという意図からで、商品名も「ティンクル・ポポ」となっていた。しかし宮本茂の提案で、日本国内・国外のタイトルを統一し「カービィ」の名が与えられた。
「カービィ」という名前の由来は諸説あるが、正式なものは不明である。アメリカの掃除機会社の名前「Kirby Company」から取ったという説、かつてドンキーコング裁判で任天堂を勝利に導いた弁護士ジョン・カービィから取った説、などが存在する。後者の噂について宮本茂は、直接の理由ではないが、名前候補の一つに挙がっていた「カービィ」の名前を見た際にジョン・カービィの名前を連想し面白みを感じたという趣旨の発言を行っている。なおNetflixのドキュメンタリー『ハイスコア: ゲーム黄金時代』では実際に後者の説の弁護士が登場し、カービィの由来は後者の説だと紹介されている。どちらの説も語源を遡ると古ノルド語で「教会の村」という意味である。
「カービー」「カービィー」「カーヴィ」「カービイ」は誤表記である（綴りは「Kirby」であり、vの音は含まれないため「カーヴィ」と記すのは間違い）。

## 人物
ポップスターにあるプププランドにどこからか春風と共に来た旅人。年齢は不明であるが、「若者」と呼ばれている。好きなことは食べること、寝ること、歌うことだが、歌は音痴であり、コピー能力「マイク」の説明は「かれがうたったあとには、ぺんぺんぐさもはえなくなったとさ」「なぜうたっているだけなのにてきがやっつけられるのかな?」と書かれているなど文字どおり「殺人的」なレベルであるが、カービィ自身はまるで自覚がない。また、料理も殺人的でカービィの作った料理を食べただけで失神したり一生食欲をなくす人もいるとか。

### 性別
カービィの性別は不明というのが公式設定である。資料本『星のカービィ プププ大全』ではカービィのキャラクター紹介に性別が「不明」と表記されている。この「性別不明」設定は桜井政博本人が考案したことであり、桜井は「カービィもメスかも？その真相は闇の中」とコメントしている。声優である大本眞基子もカービィの性別は不明だと語っている。声の演技については「わかもの」設定とこれを踏まえて中性的（ニュートラル）なものとなっている。
英語版のテキストでカービィの代名詞は男性形の「he」になっており、『スーパーデラックス』におけるコピー能力「マイク」の解説や『ロボボプラネット』でのモード「かちぬきボスバトル」の説明文でも「彼」とよばれている。『星のカービィ』の取扱説明書や『星のカービィ64』公式サイトのキャラクター紹介文での一人称は「ぼく」。一方、25周年のイラストではひな祭りにお雛様で参加しており、2018年のバレンタインデーでは女性キャラクター陣に混じっていたり、2019年のホワイトデーでは男性キャラクター陣に混じっていたりとどちらとも受け取れる描写がみられる。
アニメ53話では力士の姿をした魔獣・ヤンキーセキトリとの闘いで女人禁制とされる土俵の上で戦闘している。

### 性格
自由気ままでのんびり屋。風の吹くまま気の向くままに行動する。子供っぽく天真爛漫で純真無垢だが、自分で決めたことは絶対に変えない部分がある。『星のカービィ スーパーデラックス』および『星のカービィ ウルトラスーパーデラックス』では「なやみのないやつ」と説明されているが、それに対しカービィ自身は少ししかめ面をしている。比較的初期の一部作品の紹介映像やCMではやんちゃと言われている。
座右の銘は「明日は明日の風が吹く」。座右の銘は90年代に小学館の学習雑誌に掲載されていた設定だが、桜井本人も同様に語っている。
基本的に迷わず行動し、自分の本能に忠実に行動するが、それゆえにたびたびトラブルを起こす。また、一度行動を起こすと猪突猛進になり、周りの制止を聞かなくなる（『夢の泉の物語』）。ただし、非を認めると一応謝ったり（『参上! ドロッチェ団』）お詫びをしている（『白き翼ダイナブレイド』）。また、困っている者を見ると放っておけない性分でもあり、『スーパーデラックス』の『銀河にねがいを』、『星のカービィWii』などでそれを悪事に利用されたこともある。シリアスな事情や展開などの類には滅法疎く、大抵の場合キョトンとした顔をすることが多い。
デデデ大王のイタズラや侵略者の襲来、何者かが起こした事件がきっかけで冒険に出かけることが多いものの、動機は必ずしも悪役を倒すことではない。『参上! ドロッチェ団』では「盗まれたオヤツのショートケーキを取り戻すため」に旅立ち、その後デデデ大王に濡れ衣を着せた。さらに、ドロッチェが盗んだ宝箱に自分のショートケーキが入っていると思い込んで旅を続け、最終ボスであるダークゼロと戦ったのもその成行きである。ダークゼロを倒し、世界を救った後も消えたケーキのことばかり考えていた（最後はドロッチェがおわびとしてカービィに与えたショートケーキにありついている）。『タッチ!カービィ スーパーレインボー』では、色を奪われ食べられなくなったリンゴを食べたいがために冒険に出ている。『毛糸のカービィ』では、アミーボ・アモーレの制止を聞かず勝手に彼が持っていたトマトを吸い込んだのが物語の発端である。また『スーパーデラックス』『ウルトラスーパーデラックス』の洞窟大作戦では自ら落とし穴に落ち、戻ってこようとしていたところを最終ボスであるワムバムロックに見つかり戦うことになっている（戦う以前にも大量のザコキャラクターがいたのでやむをえず戦っている）。
誰かを憎むことは決してなく、多くの作品で敵対しているデデデ大王やメタナイトと『Wii』では普通に共闘し、自分を利用していたマホロアについても「憎んでいる」からではなくあくまで「止める」ために戦っている。
『あつめて』のデラトリィや『ロボボプラネット』のスージーのように敵対していた相手でも困っている事があれば助け和解している。
また、仲間想いでもあるようで、マホロアとの最終決戦直前で撃墜されたのもメタナイトがやられてしまったことにより、よそ見をしたためであった。

### 好み
好物はトマトとリンゴで、苦手なものは毛虫。そのため毛虫は「カービィの食べられないもの」としてミニゲームなどに登場することがある。味の好みについては『スマブラ拳!!』でのコックの説明にて「味はともかく食えればいいのか?」と言われている。アニメでは、スイカを好んで食べている。また、かつては書籍の一部で「嫌いな食べ物」にガムが挙げられており、その理由に「カービィ自身に歯がないから」という表記がされていた。実際にアニメ第32話「歯なしにならないハナシ」に登場するハーデーという虫歯などを治療してくれる魔獣がカービィに歯がなく「ハァ〜〜〜〜〜〜!? 歯がない！歯がない！」と驚愕の声を上げていた。

## 来歴
ゲームでは出自は不明。小学館の学年別学習雑誌の付録の本におけるさくま良子がハル研究所スタッフから聞いた話では「ある晴れた日、花から生まれた」「誕生直後はリンゴより小さい」「吸い込みも弱かった」というがこれも桜井が否定している。
かつては根なし草の若者として旅を続けていて、『星のカービィ』で初めて舞台に姿を現し、食料を奪われ困っていたプププランドの人々を救うべくデデデ大王の手下たちを相手に奮闘。最後はデデデ大王との一騎討ちの末に勝利を収めた。この一件を解決してくれた礼として、現在はプププランドの住人が好意で建ててくれた煙突付きのドーム型の白い家に住み、以後はプププランドに定住している。『星のカービィ ディスカバリー』では新世界のワドルディの町でも、助けたワドルディにお礼としてこのような形状の家を建ててもらっている。
以後、プププランドでのんびり暮らしつつも、上述したように時には皆を守るため、時には結果として、ポップスターや宇宙の脅威とたびたび戦い、それらを退け続けている。『スーパーデラックス』の「銀河に願いを」や『64』のように宇宙規模の活躍もあり、『星のカービィ Wii』の時点ではカービィが意図せぬうちに宇宙でも名が知られた存在となっている。

## 特技
吸い込み、コピー以外に「ホバリング」が挙げられる。空を飛行するときは空気を吸い込み、風船のように膨らんで飛ぶ。上昇するときは短い手をはばたくように動かし、下降時は自由落下。基本的に、このはばたきを繰り返すことによって無制限に飛行できるが、『大乱闘スマッシュブラザーズ』シリーズや『星のカービィ64』、『カービィのエアライド』、『カービィハンターズZ』、『スーパーカービィハンターズ』『カービィのすいこみ大作戦』、『カービィファイターズZ』『星のカービィディスカバリー』、『カービィファイターズ2』でははばたき回数が制限され、事実上の飛行時間限界がある（一部作品ではデデデも使用）。

### その他
誕生日は初代『星のカービィ』発売日の1992年4月27日である。
ステージをクリアしたときやボスを倒したときは、ほとんどのゲームでダンスをするシーンが入る。場合によっては分身して、3人（4人や5人のときもある）で踊る。カービィの頬の線は『夢の泉の物語』の製作時に付け加えられたものだが、桜井政博によるものではない。目の色は当初は黒く小さかったが、『ニンテンドウオールスター!大乱闘スマッシュブラザーズ』から現在の深い青色になり、目も大きくなった。
骨はなく、「いちおう歯もありません」という。アニメ版では、歯がないことは描写されている。漫画版の『星のカービィ』、『星のカービィ ウキウキ大冒険』、『星のカービィ デデデでプププなものがたり』、『星のカービィ プププランドの仲間たち』、『星のカービィ! も〜れつプププアワー!』では場面によって歯がある。なお『星のカービィ64』では、カービィが歯でかじったかのような跡がある食べかけのリンゴを持っているシーンがある。

## ピンクの悪魔
『スーパーデラックス』および『ウルトラスーパーデラックス』、『Wii』、『トリプルデラックス』のストーリー「格闘王への道」と『ロボボプラネット』のモード「かちぬきボスバトル」での説明文や『ディスカバリー』の「コロシアム」の実況では、ここまで数多ものボスたちを倒してきた強者として「ピンクの悪魔」と記述されたことがある。以降、漫画作品（主に4コマ漫画）では「敵キャラクター＝プププランドの住人を吸い込み食べるためカービィを恐れている」というネタがしばしば使われている。この呼称はアニメ版49話の劇中アニメ「星のデデデ」においても使用され、アニメ放送後に製作された『星のカービィ マジカルシアター』でも魔獣エビゾウがカービィを分析した際に一瞬「DEVIL（悪魔）」や「EVIL（邪悪）」と表示されている。『大乱闘スマッシュブラザーズX』でのソリッド・スネークの通信のように、カービィが凶悪な怪物として表現されることもある（後述）。
その他、『大乱闘スマッシュブラザーズ』シリーズでは「ピンクだま」、『スマブラ拳!!』では「丸くて、ピンクで、やわらかく」と表現されている。『ウルトラスーパーデラックス』の『大王の逆襲』の劇中ではデデデ大王も何度か「ピンクだま」と呼んでいた。また、『星のカービィ ロボボプラネット』では秘書スージーやプレジデント・ハルトマンからは「ピンクのゲンジュウ民」、『星のカービィ スターアライズ』ではフラン・ルージュとザン・パルルティザーヌからは「ずんぐりピンク」（小説ではフラン・キッスにも言われている）、アニメ版 星のカービィにおいては、デデデやエスカルゴンから「ピンクボール」と呼ばれている。また、『大乱闘スマッシュブラザーズ for Wii U』では、カービィが対戦ステージの「特設リング」で戦うと、背景の巨大スクリーンに「ピンクの悪魔」と表示される。

## コピー能力

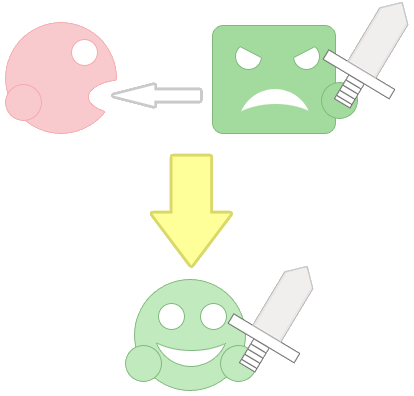
ゲームプレイ中、カービィが剣を所持している敵を吸い込んだ場合、カービィは剣を所持した状態となる。

敵や物などの吸い込んだ物を飲み込むことによって、その敵の能力や外見などの特徴を自分のものにできる「コピー能力」をもつ。コピー能力は初代『星のカービィ』には存在せず、『星のカービィ 夢の泉の物語』を製作する際に追加された。『星のカービィ スーパーデラックス』では1つのコピー能力で複数の技を使用することができ、通常の能力をコピーしていた時、その能力を持つヘルパーを作ることができる。また、『星のカービィ スターアライズ』では自身のコピー能力とヘルパーの能力を合体させ発動するフレンズ能力が登場した。

## カラーバリエーション
- 主に多人数プレイ対応の作品に登場する色違いのカービィ。明確にストーリー上かかわってくるのは『鏡の大迷宮』のみで[注 8]、それ以外の作品では実在する存在なのか不明。
- 『鏡の大迷宮』や『参上!ドロッチェ団』では、カービィの色を変更することができる「カラースプレー」が存在する。
- 『カービィのグルメフェス』では、カービィの見た目を変更できる「きせかえスキン」が存在する。
- 『wii』までの4色カービィは1Pがピンク、2Pが黄色、3Pが赤、4Pが緑だったが、『wii』からは3Pが青に変更され、新たな4色カービィになっている。

黄色
通称「キービィ」。足の色はオレンジ。『カービィボウル』で2Pカラーとして初登場し、以降も複数のカービィが登場する作品では、基本的に2Pがこの色のカービィを使用する。『鏡の大迷宮』や『参上!ドロッチェ団』でカラースプレーの「イエロー」を使ったり、『カービィのグルメフェス』できせかえスキンの「キービィイエロー」を使った場合もこの配色になる。
青
『スーパーデラックス』のアイスカービィが元になっている。体色は水色で足の色は青。『星のカービィ Wii』以降の作品では3Pがこの色のカービィを使用する他、『大乱闘スマッシュブラザーズシリーズ』『カービィのエアライド』でも3Pカラーとして登場する。『鏡の大迷宮』や『参上!ドロッチェ団』でカラースプレーの「ソーダ」を使ったり、『カービィのグルメフェス』できせかえスキンの「アイスブルー」を使うことでこの配色になる。
これに近いものとして、『星のカービィ64』のミニゲームで全員がカービィを選択した時に4Pが操作する、青い体と足を持つカービィが存在する。
緑
作品によって足の色が異なり、主に深緑→青緑のものと茶色→黄色のものが登場する。
前者は『ニンテンドウオールスター!大乱闘スマッシュブラザーズ』の緑チーム用カラーが初出で、「くさもちカービィ」の通称を持つ。『大乱闘スマッシュブラザーズDX』『カービィのエアライド』にも登場した他、『星のカービィ Wii』以降の作品で4Pが使用するカービィもこの配色である。
後者は『夢の泉デラックス』の通信サブゲームで4Pが使うカービィとして初登場。『鏡の大迷宮』や『参上!ドロッチェ団』でカラースプレーの「グリーン」を使ったり、『カービィのグルメフェス』できせかえスキンの「くさもちグリーン」を使った場合もこの配色になる。『大乱闘スマッシュブラザーズシリーズ』では『X』から前者に代わる形で登場する。
『星のカービィ64』のミニゲームでは、3人以上がカービィを選択した時に緑色のカービィが登場する。こちらの足はオリーブ色。
赤
こちらも作品によって足の色が異なり、濃い赤とマゼンタの2種類が存在する。
前者は『ニンテンドウオールスター!大乱闘スマッシュブラザーズ』の4Pカラーが初出で、『スーパーデラックス』のファイアカービィが元になっている。『大乱闘スマッシュブラザーズDX』『カービィのエアライド』でも4Pカラーとして登場。
後者は『夢の泉デラックス』の通信サブゲームで3Pが使うカービィとして初登場。『鏡の大迷宮』や『参上!ドロッチェ団』でカラースプレーの「レッド」を使ったり、『カービィのグルメフェス』できせかえスキンの「ファイアレッド」を使った場合もこの配色になる。また、『X』以降の『大乱闘スマッシュブラザーズシリーズ』でもこちらの配色が採用されている。
紫
足の色は紫。『カービィのエアライド』にカラーバリエーションの一つとして登場。『カービィのグルメフェス』できせかえスキンの「グレープ」を使った場合もこの配色になる。『鏡の大迷宮』や『参上!ドロッチェ団』ではカラースプレーの「グレープ」を使うことで使用できるが、前者では青紫寄り、後者では赤紫寄りの配色になっている。
茶色
足の色はチョコレート色。『カービィのエアライド』にカラーバリエーションの一つとして登場。『鏡の大迷宮』や『参上!ドロッチェ団』でカラースプレーの「チョコレート」を使ったり、『カービィのグルメフェス』できせかえスキンの「チョコレート」を使うことで使用できる。
また、『カービィのグルメフェス』では、少し色の薄い「バーガーブラウン」が出ている。
白
足の色は灰色。『カービィのエアライド』、『カービィ バトルデラックス!』にカラーバリエーションの一つとして登場。『トリプルデラックス』の「カービィファイターズ!」や『カービィファイターズZ』にもこれに近しい色が登場するが、そちらではやや緑がかっている。
オレンジ
足の色は橙色。『鏡の大迷宮』や『参上!ドロッチェ団』でカラースプレーの「オレンジ」を使ったり、『カービィのグルメフェス』できせかえスキンの「オレンジ」を使うことで使用できる。『カービィ バトルデラックス!』『大乱闘スマッシュブラザーズ for Nintendo 3DS / Wii U』『大乱闘スマッシュブラザーズSPECIAL』ではカラーバリエーションの一つとして登場。
青紫
足の色は紫。『トリプルデラックス』の「カービィファイターズ!」や『カービィファイターズZ』にカラーバリエーションの一つとして登場。なお、イラストでは体色が青になっている。
サファイア
体色は淡い青色で足の色は藍色。『鏡の大迷宮』や『参上!ドロッチェ団』でカラースプレーの「サファイア」を使うことで使用できる。
カーボン
体色は黒で足の色はオレンジ。『鏡の大迷宮』や『参上!ドロッチェ団』でカラースプレーの「カーボン」を使うことで使用できる。
スノウ
体色は白で足の色は赤。『鏡の大迷宮』や『参上!ドロッチェ団』でカラースプレーの「スノウ」を使うことで使用できる。
ホワイト
体色と足の色は白。『参上!ドロッチェ団』でカラースプレーの「ホワイト」を使うことで使用できる。
チェリー
体色は通常のカービィに限りなく近く、足の色は緑。『鏡の大迷宮』や『参上!ドロッチェ団』でカラースプレーの「チェリー」を使ったり、『カービィのグルメフェス』できせかえスキンの「チェリー」を使うことで使用できる。
シトラス
体色はライムグリーンで足の色は黄緑。『参上!ドロッチェ団』でカラースプレーの「シトラス」を使ったり、『カービィのグルメフェス』できせかえスキンの「シトラス」使うことで使用できる。
ラベンダー
体色は藤色で足の色は藤紫。『参上!ドロッチェ団』でカラースプレーの「ラベンダー」を使うことで使用できる。
アイボリー
体色はアイボリーで足の色は黄土色。『参上!ドロッチェ団』でカラースプレーの「アイボリー」を使うことで使用できる。
エメラルド
体色はエメラルドグリーンで足の色は明るい橙色。『鏡の大迷宮』や『参上!ドロッチェ団』でカラースプレーの「エメラルド」を使うことで使用できる。
モノトーン
体色は薄い灰色で足の色は灰色。『参上!ドロッチェ団』のみ衣装やエフェクトがモノクロになる。『鏡の大迷宮』や『参上!ドロッチェ団』でカラースプレーの「モノトーン」を使ったり、『カービィのグルメフェス』できせかえスキンの「シャドー」を使うことで使用できる。
ストロベリー
体色は赤色で足の色は緑色。『カービィのグルメフェス』できせかえスキンの「ストロベリー」を使うことで使用できる。
ドライブスカイ
体色は水色で足の色は黒色、目の色は白。『カービィのグルメフェス』できせかえスキンの「ドライブスカイ」を使うことで使用できる。
キウイ
体色は黄緑で足の色は黄土色。『カービィのグルメフェス』で「キウイ」を使うことで使用できる。
パンプキン
体色はオレンジ色で足の色は緑。『カービィのグルメフェス』で「パンプキン」を使うことで使用できる。
チョコミント
体色はグッピーグリーンで足の色は茶色。『カービィのグルメフェス』で「チョコミント」を使うことで使用できる。
プリン
体色は黄色で足の色は茶色。『カービィのグルメフェス』で「プリン」を使うことで使用できる。
レトロトーン
配色はゲームボーイがモチーフ。体色は薄緑で足の色は緑。『カービィのグルメフェス』で「レトロトーン」を使うことで使用できる。

### キャラクターをモチーフにしたカラー
カービィのグルメフェスでは、星のカービィシリーズに出てくるキャラクターをモチーフにしたカラーバリエーションがある。これらは、カービィのグルメフェスの収集要素の一つ「スキン」とセットになっている。
ディオレンジ
ワドルディがモチーフ。
デデデブルー
デデデ大王がモチーフ。
メタネイビー
メタナイトがモチーフ。
リッククリーム
リックがモチーフ。
カインアクア
カインがモチーフ。
クーパープル
クーがモチーフ。
ドゥケチャップ
名前からワドルドゥがモチーフだと思われるが、色はワドルドゥと違う。
カワサキサンセット
コックカワサキがモチーフ。
マルクライラック
マルクがモチーフ。
グーイコバルト
グーイがモチーフ。
チュチュピンクローズ
チュチュがモチーフ。
アドペールオレンジ
アドレーヌがモチーフ。カラースプレーにある「アイボリー」とほぼ同じ色。
ドロッチェマウス
ドロッチェがモチーフ。
マホローアンバー
マホロアがモチーフ。
タランザマロン
タランザがモチーフ。
スージーピンクホワイト
秘書スージーがモチーフ。
キッスウィンター
フラン・キッスがモチーフ。
ルージュスカーレット
フラン・ルージュがモチーフ。
パルルゴールドスパーク
ザン・パルルティザーヌがモチーフ。
エフィリンピーコック
エフィリンがモチーフ。
バルフレイグレイ
バルフレイナイトがモチーフ。

## 主なキャラクターとの関係
デデデ大王
プププランドの自称大王で、カービィのライバル。『星のカービィ』で敗北したあと、彼に勝つために飛行能力の入手などの猛特訓をしたとされている。
対抗心を抱いているのはデデデ大王のほうだが、カービィは嫌ってはおらず『夢の泉の物語』や『64』、『星のカービィWii』などで協力をごく自然に受け入れている。
メタナイト
デデデ大王と共にカービィのライバルとされている。常に仮面を付けており、素顔はカービィに近い（素顔のカラーリングはスマブラシリーズで選択可能）。
リボン
『64』で初登場。リップルスターに住む妖精で、黒幕「ゼロツー」との戦闘ではカービィをつかんで飛行し、みずから戦いに加勢した。

## テレビアニメ「星のカービィ」におけるカービィ
カービィは、テレビアニメ『星のカービィ』の主人公である。英名は"Kirby"。声優は大本眞基子。日本語版のみならず、外国語版でも大本の声がそのまま使われている。原作であるゲーム版とは出自などの設定が大幅に異なっている。

### 概要（アニメ版）
ホーリーナイトメア社から続々と送られる魔獣を倒し、プププランドの平和と安全を守る正義のヒーロー。しかし、自分自身では敵と味方の区別ができず（理由は後述）、敵であるデデデ大王の命令に従ってしまうこともしばしばある。後述の理由から、他者との意思疎通こそ可能ではあるものの、主に「ぽよ」（まれに「ぱよ」、叫ぶときは「ぱよい」とも言う）としか喋れないが（第1話では表記しがたい言葉を発していた）、誰かが発した簡単な単語や、人の名前、技の名前などを片言で喋ることもある。そのため、親友であるフームやブン、および星の戦士として先輩のメタナイトが戦いのサポートに当たっており、魔獣戦では吸い込みを促したり、カービィ単独で状況を打破できないときはワープスターを呼んでいる。そして、魔獣との戦いやグランプリレース・格闘技大会などさまざまな試練を乗り越えることで、カービィは星の戦士としての力を着実に身につけていった。

### 出自
出自は不明だが、どこからか手に入れた宇宙艇 （「ゆりかご」とも呼称されている） の中で、正義の味方『星の戦士』に必要な能力を高めるため眠りについた。だが、突如としてナイトメア勢力の活動が急激に活発化したことを宇宙艇が察知したため、カービィは予定よりも200年早く目覚めてしまった。これが原因で彼は自分の出自、宇宙艇の操縦法やエネルギーの源・ワープスターの操り方はおろか、言葉をしゃべることすらもできないまま、ナイトメアからの魔獣が送り込まれている惑星で最も近い場所だったポップスターのプププランドに到着した。
その後、第1話の最後では一旦ポップスターから旅立とうとするも宇宙艇をデデデ大王に壊されたことで再睡眠にはならなかった。そのままプププランドで生活することとなり、元より新世代の星の戦士が現れることを期待してプププランドに来ていたメタナイトが代わりに鍛えていくこととなった。

### 戦法
ゲーム同様、敵と戦うときにはコピー能力を使う。これは敵の体の一部や機械・道具などを空気と共に吸い込み、その特長を自身に移し取る能力で（変身のとき、一回目はメタナイトが、2回目以降は主にブンが変身のレパートリー名を話す）、炎を吸い込んで変身する「ファイアカービィ」、傘を吸い込んで変身する「パラソルカービィ」、剣を吸い込んで変身する「ソードカービィ」など、20種類以上の変身レパートリーがある。基本的には魔獣と戦うことが多く、その度に使用するが、66話ではアニメの中で唯一魔獣でなく侵略しに来たよそ者と戦っている。また当話で敵をやっつけることは無かった。また62話、69話のように敵を倒す以外にもコピー能力を使用する場合もある。
変身中に技を使う際はその名前を心の声で叫ぶ（ただしデデデのみは第44話で「何がカッタービーム（技名）ぞい!」とカービィに言い放っている。メタフィクションなのかは不明）。まれにコピーを行わず、吸い込んだもの（27話でデデデが撃った砲弾、94話のハンマーなど）をそのまま勢いよく吐きだして攻撃することもある。本編中ではゲームのような星型弾にしたことはなく、後期オープニングで1回だけ披露しただけである。
吸い込みは基本的にコピー能力を得て、戦いやすくするための手段として用いられ、何をコピーさせたらよいかをフームたちがカービィに教えている。だが、場合としてカービィみずから物を選んで吸い込むこともあり、教えられずともカービィ自身「何を吸い込んだらどのようなコピー能力が得られるか」を知っている（第21話）。岩や雷ですら引き寄せ飲み込むが、第88話ではデデデやワドルディが至近距離の吸い込みの中でサザエの殻を押さえることができていた。普通の吸い込みでは特に何も起きないが、コピー能力を得られるものを吸い込んだことを認識するとリアクションが変わる（第15話）。しかし、能力を得るか得ないかの選択肢はカービィの判断なのか、ある程度の質量を持たないと得られないのか、コピー能力を得るための物質の条件が何かなど、カービィの最大の特徴であるコピー能力の取得方法には謎が多い。
フームは大抵の場面においてカービィ以上にコピー能力の条件を理解しているらしく、魔獣の特徴からどのような能力が得られるかを突き止めている。まだ見たことがない能力でも、「これを吸い込んだらどうなるか」と探求してカービィをサポートする。
コピー能力を所持していないカービィは敵から逃げてはやられるような感じだったが、能力をコピーしてからは敵の攻撃をかわしたり、敵の攻撃を技で跳ね返すなど変身前とは見違えるほど逞しくなり、65話ではナックルジョーから「変身してないお前はちっとも頼りにならないな」と言われるほど。

### アニメでのコピー能力
アニメではフームが「カービィ、吸い込みよ!」と言うことでカービィが魔獣を吸い込む（たまに自分で吸い込むこともある）が、魔獣が大きすぎるか重すぎるため魔獣本体を吸い込むことができないため、魔獣の攻撃や持っている武器を吸い込むことでコピーする。コピーする際はアクションを起こし、それぞれの能力で個性的な変身をする。変身中は能力固有の帽子をかぶる。そのほとんどは『スーパーデラックス』が基となっている。また逆に、後に発売された『夢の泉デラックス』ではアニメの帽子が基となっているケースがある。カービィが繰り出す技はCGを多用している。

### 性格（アニメ版）
ゲーム版と同様、食べることと寝ることが大好きで、特にスイカを好んで食べている（ゲーム版の好物であるマキシムトマトは登場しない）。ナイトメアが「食べることだけしか考えていない」と評すほど食い意地の悪さは天下一品で、戦闘中に食い意地を張って窮地に陥ったこともある。ナイトメアがカービィに見せた悪夢の中も食べ物しかなかった。基本的に食べ物の好き嫌いはなく、何でも美味しく食べるが、一部の食べ物では特殊なリアクションを見せることもある。例としては、コックカワサキがカービィが苦しむほどの辛さを追求した結果誕生した最高に激辛のカレーで炎を吹いたり（29話）、焼き芋を食べてしゃっくりが止まらなくなったり（73話）（この2つはシリーズ一作目に類似が見られる）、魔獣パワーストマックの作るパイの恐ろしいまずさに食べられなかったり（57話）することなどがある。朝昼晩はパーム大臣の家や村の住人のごちそうにありついており、カワサキのレストランの残り物やタゴのコンビニの売れ残った商品を残飯処理として食べていたり（59話）、時にはデデデ城の食堂でワドルディたちと一緒に食事をとっていたりする（92話）。どこからか大量の野菜を仕入れてきたこともあった（19話）。初期のころはスイカ畑のスイカを勝手に食べたり、他人の料理もお構いなしに吸い込むなど食事のマナーは極めて悪かったが、物語が進むにつれて手でつかんで食べたりナイフやフォーク、スプーン、箸、食器を使うようになった。
普段は純粋で温和な性格で、特に信頼しているフームからの言いつけの場合は食べ物関連であっても守ろうとすることがある。ただし、出前を任されたときは料理に手を出しこそはしなかったものの結局食欲には勝てず立ち往生してしまい、デデデへのプレゼントとしてスイカを持って行ったときも結局途中で食べてしまっていた。純粋さゆえに一旦怒ると激しい面も見せ、後述のガルボの件など魔獣の行いに対する怒りの場合は、非情ともいえるほど徹底的にたたきのめしている（カービィをここまで怒らせた魔獣はガルボのみであった）。
メタナイトは、カービィの性格について「カービィが真に怒るとき…それは、宇宙の正義が踏みにじられたときだ…」と言っていた（95話）が、結局、その真の怒りを見せるときは最終回まで見られなかったが99話の終盤でカービィが、ハルバードの中からナイトメアをこれまでにない憎悪に満ちる表情で睨みつけていたシーンがある（これがメタナイトの言っていた真の怒りかどうかは不明）。
15話のロボット犬や30話のガルボ（話の中盤で魔獣と判明）など、自分より小さいものに対しては親切である。ロボット犬には信号の渡り方を教え、ガルボが実の親によって倒されたときには怒りをあらわにしてみずからの意思で果敢に戦った。また、20話のチリー、79話のボンカース、94話のファンファンなど、本質が善良である存在もそれを見抜いて親身に接していた。
ププビレッジのはずれの丘に子供たちが建てたカマクラ型の一軒屋に住んでいる（前述したゲーム版におけるカービィ宅と同じデザインである）。これは、デデデ大王とのトラブルを少しでも避けるためである（2話）。就寝時はそばの木にあるトッコリの巣で寝ることが多いため、自宅のベッドは自分ではあまり使わない（大抵、トッコリが使用しており、使うとしてもトッコリと一緒に寝る）。当初はトッコリがカービィを家から追い出したと思われていたが、実際はカービィ自身が巣のほうの寝心地を好んで居座っているためでもあり、フームたちに注意を受けたこともある（30話）。

### その他（アニメ版）
- ゲーム版では若者という設定だが、アニメ版では上記のように200年早く目覚めてしまったことから赤ん坊として扱われている。
- カービィの飛来はプププランドのカブーが予言していたのだが（カブーも星の戦士たちが作った存在である）、当初ププビレッジの住人たちはかなり美化して想像しており、初見時はかなり幻滅されていた。
- アニメ版では吸い込むときに、足をばたつかせるアクションを見せることがある。
- 皿回しが得意である（11話）。
- 沸騰した鍋に入れられても気持ちよさそうにくつろいでいたことがある（11話）。
- そのブラックホールのごとき大食いの理由は、体の中に宇宙があるため（50話）。
- 外見がワドルディに似ているため、ワドルディの格好をしたこともある（47話、72話）。
- ゲームと同様空を飛べる（1話など）が、主にワープスターを利用して飛行する。
- ゲーム同様マイクカービィに変身するとその強烈な歌声で敵味方問わず苦しめる。最終的にはデデデ城を崩壊させるほどの破壊力を見せた（31話・61話）。カービィ自身は被害を気にも留めず、城の崩壊後も楽しそうに歌い続けていた。
- ゲーム版では水中でも息継ぎなどをすることはないが、アニメ版においては水に浮く・水中で息が続かない（7話）、溺れそうになる（20話）などの場面があった。一方、第2話や第16話では長時間水中にいても平然としている。
- CGと手描き兼用で描かれる。平和なシーンでは比較的手書きになることが多く、戦闘シーンなどの激しい場面では大体がCGである。後期になるにつれCGの割合は増えていき、手書きではあまり描かれなくなっていった。

## 漫画作品
多数の漫画に主人公として登場している。作品によって性格などが大きく異なる。以下で挙げるものの他に、旧エニックス、光文社、双葉社が4コマ漫画を発行している。
かっとび星のカービィ
星のカービィ
幼稚園児のような性格で、いつも騒動を引き起こしているが、悪意はない。単行本3巻以降は、グーイと暮らす。
星のカービィ ウキウキ大冒険

星のカービィ デデデでプププなものがたり
我儘で自分勝手で頭が悪い性格が強調されており、常にプププランドの住人に迷惑をかけているが、気にかけることすらなく、むしろよいことをしたと思っており、さらに指摘されれば開き直ったり脅しをかけるなど、他の作品に比べてトラブルメーカーかつ性格の悪さが際立っている。そのせいでプププランドの住民の評判も極めて悪い。「〜ペポ」や「ポペ」が口癖。
第1巻の第1話では「プププランドの平和を脅かす1人の怪物」として紹介・登場し、登場直前のコマでは怪物のようなシルエットになっていた。
星のカービィ プププランドの仲間たち
友達のリックとクー、カインに代わり、ワドルディとブルームハッター、キャピィ、スカーフィが友達となり、一緒に家に住んでいる。ボケやツッコミも果たす。
星のカービィ プププランドは大騒ぎ

星のカービィ ぽよぽよな毎日

星のカービィ 〜トリプルデラックス編〜

星のカービィ パクッと大爆ショー!!

星のカービィ カービィ&デデデのプププ日記

星のカービィ! も〜れつプププアワー!
他のカービィ漫画と違い、常時歯が生えている。常に「アハハ」と間抜けに笑っており、ボケとツッコミが飛び交う作風の中でもほとんどボケる側だが、時折シリアスな展開になると自らの意思を貫き通す一面も見せる。「〜のだ」が口癖。コピー能力を名前を叫ぶだけで使うことができる。
友達はクールスプークとバウファイター、ガオガオ、ナックルジョー。デデププ版に比べると、遥かに味方が多い。
星のカービィ プププヒーロー/ウルトラスーパープププヒーロー
前述の旧エニックス、光文社、双葉社の4コマ漫画や『デデププ』以前において、上記の「ピンクの悪魔」の解説のように非常に毒のある描写がされることがしばしばあったが、『もーププ』以降はまともなキャラクターへ変化している。
星のカービィ 〜まんぷくプププファンタジー〜
カービィの漫画版において一番食べ物や食の描写が多い。食欲が爆発し、食べ物でないものまで食べようとすることもある。デデデは主にツッコミ役になっている。「〜ピポ」が口癖。
星のカービィ 今日もまんまる日記!
非常に無邪気な性格で、喜怒哀楽が豊か。食欲旺盛な食いしん坊で、天然トラブルメーカー。行き過ぎた行動により、トラブルを起こすとデデデ大王（時にはワドルディやワドルドゥ）に顔を引き伸ばされ、「ごめんなさい、ごめんなさい...」と謝ることがお約束。

## 星のカービィシリーズ以外での出演作品
大乱闘スマッシュブラザーズシリーズ
全作品で最初から使用できるキャラクターとして登場する。カービィの身長はカービィシリーズの第1作目において20cmと公表されているが、このゲーム内では他のキャラクターと大差ない大きさで描かれている。
シリーズ第1作目の『ニンテンドウオールスター!大乱闘スマッシュブラザーズ』で、本編に先駆けてゲームのカービィに初めて声が付いた。
第1作目や『DX』のオープニングなどではマリオなどと対峙しており、任天堂を代表するキャラクターとして扱われている。
『DX』の後に発売された『鏡の大迷宮』では、『DX』内のカービィに準拠したワザが使用できるコピー能力「スマブラ」が登場する。
『X』のアドベンチャーモード「亜空の使者」では、群像劇の中心人物の一人として多くの場面に登場。終盤では、敵勢力である亜空軍の切り札・亜空砲戦艦をエアライドマシンのドラグーンの突進で撃破したり、戦闘不能になった他のファイターたちを復活させたりなど、重要な役割を果たす。最終決戦に必ず参加できるキャラクターの一人。
『X』に登場する『メタルギア』シリーズのキャラクター・オタコンは、カービィについて、「強靱な胃袋で何でも無残に溶かす」「敵の能力を強奪するコピー能力で相手になりすまして捕食する」「飛行能力でどこまでも獲物を追いかける」などと分析する。この通信の内容は、カービィの生みの親であり『スマブラ』シリーズのディレクターである桜井政博によって書かれている。
『SPECIAL』のモードの一つ「灯火の星」では、光の化身キーラが放った光により他のファイターが消滅する中、唯一消滅を免れたカービィがファイターたちを救うため旅立つという形でストーリーが始まる。
ゼルダの伝説 夢をみる島
ゲーム後半のダンジョンにザコ敵として登場。リンク（プレイヤー）を発見すると吸い込んでくる。なお、開発スタッフはカービィ製作元のハル研究所に使用許可を取ったかよく覚えていないという（Nintendo Switch版ではミニゲームの景品としても出ている）。
ワイルドトラックス
ゲーム中の看板にカービィの看板が混じっている。
ピクロスNP Vol.3
登場パズルの題材がすべて『カービィ』シリーズにちなんだものとなっており、カービィもパズルの題材の1つとして登場する。
マリオ&ルイージRPG
作中に登場する映画館「ヨッシーシアター」に掲示された広告ポスターの中でカービィが描かれたものがある。
ニンテンドー3DSの内蔵ソフト
ARゲームズ
ARカードで表示できるキャラクターの1体として、ワープスターに乗ったカービィがある。
すれちがいMii広場
『ピースあつめの旅』では、ピースを集めることで作れる絵の一つとしてカービィのイラストがある。
『すれちがい伝説』では、入手できるMii用の帽子として「カービィの帽子」が登場。被ると、ワープスターに乗る際のポーズをしたカービィの模型を頭の上に乗せる。一度入手すれば『すれちがいMii広場』全体で使用できる。

ハコボーイ! もうひとハコ / さよなら! ハコボーイ!
おまけ要素「ハコ漫画」（『さよなら!』では「ハコまんが」）の中で、カービィの後姿を描いたコマがある。また、『さよなら!』でカービィのamiiboを用いると、主人公「キュービィ」がカービィを模した姿になる。なお、この「キュービィ」は、『ロボボプラネット』のレアステッカーとして登場していたり、『カービィ バトルデラックス!』のボムのコスチュームとしても登場している（キュービィのamiiboが必要）。
太鼓の達人
バンダイナムコエンターテインメントのゲーム。太鼓の達人 ドコドン!ミステリーアドベンチャー、太鼓の達人レッドVer.にて登場。ストーリーモード『ミステリーアドベンチャー』で、デデデ大王と共に仲間にできる。邪馬台国で、ある人物に話しかけてクエストをクリアすると星のコインがもらえる。出会いの泉を投げ込むと仲間にできる。『星のカービィメドレー』も収録されており、レッドVer.では『星のカービィメドレー』をプレイするときせかえ「カービィ」が貰える。
はたらくUFO
おもちゃ屋のぬいぐるみとして、デデデ大王とメタナイト、ワドルディと共に登場する。

## amiibo
対応ソフトについては、amiibo公式サイトの「amiibo対応表」を参照。
- カービィ（大乱闘スマッシュブラザーズシリーズ） 2014年12月6日発売
- カービィ（星のカービィシリーズ） 2016年4月28日発売

## その他
初期のころは開発スタッフからあだ名としてチンクルともよばれていたらしい。これは開発中のシリーズ第1作の題名『ティンクル・ポポ』をもじったもの。
後に任天堂が発売した別シリーズのゲーム『ゼルダの伝説』にチンクルというキャラクターが登場しているが無関係。